# الكوم الاحمر بابوتيج
الكوم الاحمر التابعة لمركز أبوتيج، يقطنها حوالي سبعة آلاف نسمة. وهي قرية صغيرة يوجد بها عائلات عبد النبي ومدكور و عطيفي والبلوزي وعوض والعزوزي والقواسم وأخريات. وقد تحسن مستوى التعليم بها وأصبح بها أطباء ومحامين وجميع المؤهلات والحرف. وتقع القرية في أخر حدود مركز أبوتيج على طريق أسيوط سوهاج وتطل على النيل من الشرق.